# Saturday Night Live
A Saturday Night Live (rövidítve SNL) egy amerikai késő esti komédiaműsor és varieté-show, melyet Lorne Michaels talált ki. Premierje 1975. október 11-én volt az NBC csatornán, akkor még NBC's Saturday Night címmel. A műsorban rövid humoros jelenetek láthatók, melyek sokszor politikai és kulturális paródiák, s melyeket egy nagy létszámú, állandóan változóban lévő gárda játszik el. Minden adást egy meghívott vendég konferál fel, aki elmond egy monológot, ezután gyakran szerepel a jelenetekben is, ha pedig zenészről van szó, rendszerint fel is lép. Az epizódok rendszerint rögtön egy jelenettel kezdődnek, amelyek váratlanul megszakadnak, amikor a színészek egyike kilép a szerepéből, és a kamerába mondja: "Élőben New York-ból, ez a Saturday Night!"
1980-ban Michaels otthagyta a műsort. Őt Jean Doumanian, majd a negatív kritikák hatására Dick Ebersohl váltotta. 1985-ben Michaels visszatért, Ebersohl pedig showrunner lett. Az SNL szereplői közül számtalan futott be később nagy karriert filmekben és sorozatokban, de az írók közül is többen közreműködtek későbbi nagy sikerekben.
A felvételek az NBC 8H számú stúdiójában készülnek a new york-i Comcast Buildingben. Debütálása óta közel 900 epizódja készült, 2019. szeptember 28-án pedig elrajtolt a 45. évadja, amellyel az Egyesült Államok valaha volt egyik leghosszabb tévés műsora. A műsor formátuma alapján más országokban is készültek hasonló műsorok, több-kevesebb sikerrel. Egy-két jelenetből később egész estés filmet is készítettek, mint az 1980-as Blues Brothers vagy az 1992-es Wayne világa. A nagy sikerre való tekintettel a műsor korábbi évadjait házimozis megtekintésre elérhetővé tették, továbbá készültek könyvek és werkfilmek is.
Több mint négy évtizedes vetítése alatt az SNL számos díjat bezsebelt, köztük 95 Emmy-díjat, 5 díjat az Amerikai Forgatókönyvírók Szövetségétől, és két Peabody-díjat. 2000-ben az amerikai médiaszolgáltatók szövetsége beválasztotta a műsort a hírességek csarnokába.
Mivel a műsort élőben veszik fel, sok esetben kritika tárgya lett a színészek vagy a meghívott vendégek szándékos vagy véletlen elszólása, illetve a cenzúrával kapcsolatos határok feszegetése.

## Létrejötte
1965-től 1975 szeptemberéig az NBC a The Tonight Show adását adta, szombaton vagy vasárnap esténként. 1974-ben Johnny Carson bejelentette, hogy szeretné, ha a hétvégi adásokat megszüntetnék, helyette pedig a hétköznapi adásokra fókuszálna. Így az NBC elnöke, Herbert Schlosser felkereste a késő esti műsorsávért felelős stáb helyettes vezetőjét, Dick Ebersohlt, hogy találjanak ki egy műsort, amit szombat esténként vetíthetnek a Tonight Show helyett. Ketten együtt megkeresték Lorne Michaels-t, akivel együtt kitalálták, hogy az új műsor legyen egy varieté-show, humoros jelenetekkel, melyekben teret kaphat a politikai szatíra is éppúgy, mint a zenés számok, és amivel felkelthetik a célcsoportnak tekintett 18-34 év közöttiek figyelmét. 1975-re Michaels összeszedett egy gárdát, melynek tagja volt Dan Aykroyd, John Belushi, Chevy Chase, Jane Curtain, Garrett Morris, Laraine Newman, Michael O'Donoghue, Gilda Radner és George Coe. Eredetileg NBC's Saturday Night-nak hívták a műsort, mert a rivális ABC csatornán ekkor még műsoron volt a Saturday Night Live with Howard Cosell című műsor. Ennek 1976-os megszűnését követően az NBC megvette a névjogokat, és a műsor hivatalosan is Saturday Night Live lett 1977. március 26-tól. Eredetileg három állandó műsorvezetője volt: Lily Tomlyn, Richard Pryor és George Carlin, míg Pryor ki nem szállt a cenzúrára kevéssé adó műsorstruktúra miatt. Ezután kerültek képbe a meghívott vendégek.
1975-ös indulásától kezdve a műsor hamar hatalmas népszerűségre tett szert. Olyannyira, hogy 1978-tól bevezették a "Best of Saturday Night" című műsort is, amelyben a legjobb jelenetekből válogattak azoknak, akik nem tudtak fennmaradni késő estig. Mindazonáltal az első két évadban az NBC vezetői nem voltak megelégedve a nézettséggel. A Nielsen mérési eredményeire rávilágítva Lorne Michaels úgy védte meg a műsort, hogy annak törzsközönsége a baby boomer generációból kerül ki, akik az adatok alapján mást nem is néznek nagyon a TV-ben. Ekkoriban ez a korosztály volt a hirdetők első számú célcsoportja, nem számítva az X-generáció éppen felnövő gyerekeit. Csakhogy a baby boomerek hiába voltak többen, mint az X-generáció, jóval kevesebb tévét néztek, leszámítva a műsort és egyes sporteseményeket, amiből azt a következtetést vonták le a hirdetők, hogy a televízió nem felel meg ezen nézők ízlésének. Az NBC végül hallgatott Michaels érveire és műsoron tartotta az SNL-t, annak ellenére is, hogy már ekkoriban rengeteg dühös levelet és telefonhívást kaptak felháborodott nézőktől a műsor egyes jelenetei miatt.
Ezek között ott volt egy 1976. április 24-i eset, melyben Claudine Longet gyilkossági ügyével viccelődtek, ami miatt a következő adásban Don Pardo a televízión keresztül is bocsánatot kért. Amikor 1976. március 13-án elhangzott élő adásban Laraine Newman szájából az "elhúzta a belét" kifejezés, Herminio Traviesas, a csatorna egyik belső cenzora kilátásba helyezte, hogy a műsor emiatt többé nem mehet élőben, csak néhány másodperces csúsztatással. Végül ettől akkor állt el, mikor Newman személyesen is bocsánatot kért tőle.
A második évad végén Chevy Chase kiszállt a műsorból, és a helyére egy addig ismeretlen színész, Bill Murray került. Aykroyd és Belushi 1979 végén, a negyedik évadban távoztak. 1980-ban Michaels fizikai és mentális kimerültségre hivatkozva azt kérte a csatornától, hogy legalább egy évre függesszék fel a műsor sugárzását. Ennek nem tettek eleget, és mivel aggódott, hogy nélküle az SNL megszűnne, javaslatot tett az utódjára Al Franken, Tom Davis és Jim Downey személyében. Fred Silverman, az NBC elnöke ki nem állhatta Frankent, részben azért, mert a saját műsorában olykor-olykor beszólt neki, részben pedig azért, mert gyakran közlekedett limuzinnal a csatorna pénzén. Noha nem jött létre a megállapodás, Michaels otthagyta a csatornát, helyette pedig azt a Jean Doumanian-t nevezték ki, akit magával akart volna vinni a Paramount Pictures-höz. Michaels távozásával számos színész és író is elhagyta a stábot.
Mivel a műsor remek ugródeszkának ígérkezett több komikus számára is, sokan jelentkeztek, hogy szívesen csatlakoznának a stábhoz. Doumaniant megbízták azzal, hogy 3 hónap alatt állítsa össze az új gárdát, ezzel együtt a költségvetést is nagyjából a harmadára vágták vissza. A Michaels-hez hű megmaradt stábtagok ellenségesen fogadták őt, részben azért is, mert úgy vélték, egy nő nem lesz képes Michaels helyébe lépni. A műsor következő évada katasztrofálisra sikerült, a nézettség csökkent, ahogy a színvonal is, a nézők pedig nem tudtak azonosulni az újonnan belépett színészekkel. Doumanian számára az utolsó csapás az volt, amikor Charles Rocket élő egyenes adásban a "fasz" kifejezést használta. Ezt követően megváltak tőle, mindössze tíz hónap munka után. A műsor közel állt a megszűnéshez, de az NBC nem akarta elengedni, ezért ezúttal Ebersolt keresték fel, hogy legyen ő az új producer. Ebersol, akit korábban Silverman kirúgott, megkereste Michaelst, és az áldását kérte a döntésre, amit meg is kapott - ily módon elkerülve, hogy a stáb az ő ténykedését is ugyanúgy szabotálja, mint Doumanian esetében.
Ebersol belépése pénzügyi szempontból sikeres volt, viszont kreatív szempontból középszerű maradt a műsor, leszámítva Eddie Murphy csatlakozását 1980-81-ben. Murphy 1984-ben távozott, hogy a már addig is sikeres filmes karrierjét egyengesse tovább, s Ebersol újabb stábot hozott össze. Többek között csatlakozott a már akkor is híres Billy Crystal és Martin Short is. Ez azonban még mindig nem volt elég, így radikálisabb változásokat tervezett, többek között megszüntette volna a műsor védjegyének számító élő felvételt is. Ekkor Michaels, akinek nem váltak be az időközben elkezdett projektjei, és félt, hogy megszüntetik a műsorát, visszatért. Michaels ismét átalakította a színészgárdát, Ebersol ötletét megtartva már ismertebb emberek beválogatásával, mint Robert Downey Jr. vagy Joan Cusack. Sajnos a stáb és a forgatókönyvírók is alkotói válsággal néztek szembe ekkoriban, így eldőlt, hogy megszüntetik a show-t. Csak Bernie Brilstein közbelépésének köszönhetően kapott még egy év haladékot, azt is úgy, hogy a szokásos 22 epizód helyett csak 13 készülhetett el. Michaels ismét kirúgta a stábot, és tanulva a korábbi hibáiból, ismét csak olyan színészeket vett fel, akik jobbára ismeretlenek voltak, mint Dana Carvey vagy Phil Hartman. Ők ketten lettek a show legnagyobb sztárjai, és mivel a népszerűség ismét nőtt, az SNL műsoron maradhatott. Aztán az 1992 és 1994 közötti évadban ők is távoztak. Ekkor Don Ohlmeyer, az NBC nyugati parti elnöke és csapata úgy döntöttek, a műsor sikerének és a nézettség növelésének érdekében tevékenyen bele fognak szólni a műsor készítésébe. Ohlmeyer ki akarta rúgni az olyan ifjú tehetségeket, mint Chris Farley vagy Adam Sandler, mert nem jött ki velük, és az élő adást is meg akarta szüntetni annak költségessége miatt. A műsor számos kritikát kapott és az NBC részéről is nyomást helyeztek rájuk, főként azért, hogy Michaelstől megszabaduljanak. Ekkor Michaels ajánlatot kapott a CBS-től is egy rivális műsor elkészítésére, de ő nemet mondott. 1995-ben Sandlert és Farleyt kirúgták, Mike Myers pedig filmes karrierje miatt távozott, de jött egy új ígéretes csapat Will Ferrell és Tina Fey vezetésével. Ekkoriban nagy hangsúlyt fektettek a színészekre, és korábban már megírt jelenetek történéseit folytatták tovább előszeretettel, újabb sztorik helyett. 1997-ben Ohlmeyer kirúgatta Norm Macdonald-ot, a hivatalos indokolás szerint azért, mert neki nem tetsző hangnemben dolgozta fel többször is O.J. Simpson akkoriban nagy botrányt keltő gyilkossági ügyét.
A 2000-es évek elején lett a csapat tagja Horatio Sanz és Jimmy Fallon. Mindkettejüket kritizálták, mert sokszor kiestek a szerepükből, amikor jelenet közben elnevették magukat. A legismertebb ilyen eset a show történetének egyik legkedveltebb jelenete, a "More Cowbell" alatt volt, ahol Christopher Walken faarcát és Will Ferrell előadásmódját a színészek sem bírták ki nevetés nélkül. A 2001-es szezon kezdete is ígéretesnek tűnt: a csapat megerősödött, többek között ekkor került be állandóra Amy Poehler és Maya Rudolph is, Jeff Richards pedig a rivális MADtv-től igazolt át. A show történetét azonban beárnyékolták a 2001. szeptember 11-i terrortámadások, amelyek nem messze történtek a felvérelek helyszínétől. Alig két héttel a tragédia után szombat este mégis elkészült az új évad első epizódja, Reese Witherspoon műsorvezetésével, rendhagyó módon az akkori polgármester Rudy Giuliani és a tűzoltók nyitómonológjával. Ezután Paul Simon "The Boxer" című dalát adták elő. Eleinte a politikai humorból is visszavettek, csak később került az vissza a műsorba, és a kezdeti erősebb próbálkozásokat is kemény kritika érte, bizonyítván, hogy az SNL az évek során ellenkulturális szerepből a mainstream része lett.
2003-ban átalakították a stúdiót, a Grand Central Terminalra hasonlító stílusban. Ebben az évben távozott Jimy Fallon, megérkezett viszont Kenan Thompson, aki azóta a show leghosszabb ideje szereplő színésze lett. Ő volt az első szereplő, aki 1978-as születési dátumával később született, mint az SNL első adása. 2005-ben kezdték el a műsor HD-ben való rögzítését, és ekkor került be a paródiái által közönségsikert arató Bill Hader. 2006-ban a műsor dizájnja nagyobb ráncfelvarrást kapott és ebben az évben egy nagyobb költségcsökkentés miatt a stáb mérete is összement. A forgatókönyvírók 2007-es sztrájkja miatt a 2007-es évad lett a valaha volt legrövidebb, mindössze 12 résszel.
2021 decemberében Lorne Michaels elmondta, hogy szerinte az 50. évad lehet számára az utolsó, amit 2022 nyarán Kenan Thompson is megerősített azzal, hogy szerinte is véget ér a műsor 2025-ben, ugyanis azt már nem éri meg folytatni, ha Michaels nyugdíjba megy. Ha pedig az NBC csökkentené a költségvetést, az tényleg a műsor halálát jelentené. Mindezen nyilatkozatok ellenére semmiféle hivatalos bejelentés nincs arról, hogy mi lesz a műsor jövője.

## Stáb

### Színészek
Az eredeti, 1975-ös stáb az "Akik Nem Állnak Készen A Főműsoridőre" becenevet kapta, és olyan színészek alkották, mint Laraine Newman, John Belushi, Jane Curtin, Gilda Radner, Dan Aykroyd, Garrett Morris, és Chevy Chase. Legelsőnek Radnertől váltak meg, ezután Chevy Chase szintén távozott - részben sikeres filmes karrierje, részben pedig amiatt, hogy leendő felesége, Jacqueline Carlin, nem akart New Yorkba költözni. Newman egy Michaels-szel való korábbi munkakapcsolat útján került be, Morris pedig eredetileg író volt, csak egy későbbi meghallgatás után válogatták be. Curtin és Belushi írtak utoljára alá; Belushi nem akart tévében dolgozni, és ezt a munkát is visszautasította volna, ha nincs a stábban Radner, és két író: Anne Beatts és Michael O'Donoghue. A szerződtetését Michaelsnek meg kellett gondolnia, mert tartott Belushi bajkeverő természetétől.
Chase távozása után a helyére Bill Murray került, akit már korábban is szeretett volna beválogatni. Amikor Chase visszatért 1978-ban mint műsorvezető, meglepődött azon, hogy egykori társai milyen ellenségesen fogadják a távozása és a filmes sikerei miatt. Murray és Chase az adás előtt nem sokkal össze is kaptak. Az eset Michaelst is megváltoztatta, innentől nem akarta elengedni az általa felfedezett tehetségeket - odáig jutott a dolog, hogy Dan Aykroydot kirúgással fenyegette meg, ha elvállal egy szerepet a Party zóna című filmben, Paul Shaffernek, az SNL zenekarának tagjának pedig megtiltotta, hogy szerepeljen a Blues Brothers című filmben, amiben Aykroyd és Belushi játszották a főszerepet, 1979-es távozásuk után. Miután a kiugrott színészek hatalmas filmes karriert csináltak, egyre nehezebb volt egyben tartani a csapatot. Radner saját Broadway-showt kapott, Bill Murray pedig a Dilibogyók című filmben kapott főszerepet. 1980-ban Michaels is távozott, Doumanian pedig új írókat és színészeket szeretett volna.
Az új színészeket azonnal a régi közkedveltekhez kezdték el hasonlítgatni és több kritika érte őket. Ebersol egytől egyig ki is rúgta őket, két kivétellel: Eddie Murphy és Joe Piscopo megmaradtak. Murphy helyett eredetileg Robert Townsendet akarták, kettejüket egyszerre pedig nem akarták felvenni, mert a műsorba csak egy afroamerikai színészt akartak. Mindazonáltal Ebersol érkezéséig Murphy csak kisebb szerepeket alakíthatott. Ezután főszereplő lett, a népszerűsége pedig az egekbe került, köszönhetően olyan filmeknek is, mint a 48 óra vagy a Szerepcsere. 1984 elején aztán ő is otthagyta a műsort, vele együtt pedig a színészek nagyobb része is. Új, ismert színészek érkeztek, mint Billy Crystal vagy Martin Short, de ezzel együtt járt, hogy nagyobb gázsit is kellett fizetni nekik. Michaels 1985-ös visszatérésével újabb színészeknek biztosított lehetőséget, mint Robert Downey Jr., Jon Lovitz, és Dennis Miller. Az új évadot a nézők nem fogadták túl jól, ezért 1986-ban újabb átalakítások történtek. Lovitz, Miller és Nora Dunn maradhattak, a többiek helyére pedig újak érkeztek: Dana Carvey, Phil Hartman és Jan Hooks, akik a műsor reneszánszát hozták el.
1989-ben új tehetségek érkeztek Mike Myers, Adam Sandler és Chris Farley személyében. Félve attól, hogy a sikerre éhes színészek elmennek a filmiparba, Michaels jelentősen felduzzasztotta a stábot. Ez azzal járt, hogy feszültség keletkezett a régi gárda és az újonnan érkezettek között, főként amiatt, hogy kinek jusson több képernyőidő. 1995-ig Carvey és Hartman távoztak, majd Mike Myers is, Sandlert és Farleyt pedig külső nyomásra ki kellett rúgniuk. Ekkor jött ismét egy új stáb létre Will Ferrel, Jimmy Fallon és Tina Fey vezetésével. Noha ekkor is jöttek-mentek színészek, sokáig, egészen 2013-ig kellett várni arra, hogy a gárda nagyobb mértékben lecserélődjön. Bill Hader, Jason Sudeikis, és Fred Armisen távozását követően hat új színészt vettek fel.
Negyvenötödik szezonjáig a Saturday Night Live-ban összesen 153 színész szerepelt, köztük Rachel Dratch, Amy Poehler, Chris Rock, David Spade, Will Forte, Julia Louis-Dreyfus, Tracy Morgan, Chris Parnell, Maya Rudolph, Andy Samberg, Kristen Wiig, és még sokan mások. Kenan Thompson a színészgárda leghosszabb ideig szereplő tagja, aki még 2003-ban szerepelt először és azóta is tag. Jelenleg akiket kiválasztanak a műsorban szereplésre, jellemzően már ismert és tehetséges fellépők, általában valamilyen improvizációs csoport tagjai vagy stand-up komikusok.
A számos szerep közül a legrégebbi és a leginkább kedvelt az úgynevezett "Weekend Update", amelyben tréfásan elferdített vagy kitalált vicces híreket olvasnak be (hasonlóan a később népszerűvé vált The Colbert Report-hoz vagy a Magyarországon futott "Heti Dörgés Villám Gézával" című műsorhoz). 2008-tól Seth Meyers egyedül, majd 2013-tól Cecily Strong-gal vitte ezt a blokkot., 2014-től pedig Meyers helyett Colin Jost és Michael Che.
A stábban két csoport van: a nagyobb halmaz alkotja az állandó stábot, akik már bizonyítottak, a beugró színészeknek pedig lehetőségük van bizonyítani és bekerülni a nagyobb stábba.
| A 2022-2023-as évad stábja | A 2022-2023-as évad stábja |
| Állandó tagok | Beugró színészek |
| --- | --- |
| - Michael Che (2014) - Mikey Day (2016) - Andrew Dismukes (2020) - Chloe Fineman (2019) - Heidi Gardner (2017) - Punkie Johnson (2020) - Colin Jost (2014) - Ego Nwodim (2018) - Cecily Strong (2012) - Kenan Thompson (2003) - Bowen Yang (2019) | - Marcello Hernandez (2022) - James Austin Johnson (2021) - Molly Kearney (2022) - Michael Longfellow (2022) - Sarah Sherman (2021) - Devon Walker (2022) |

Az állandó tagok általában 5-6 évre szóló szerződést írnak alá, 1999-től kezdődően pedig az NBC fenntartja magának a jogot, hogy bármelyik újonnan érkezett, második évét töltő humoristát szerepeltessen a szituációs komédiái valamelyikében. A felajánlott szerepek közül az adott szereplő kettőt elutasíthat, de a harmadikkal mindenképp élnie kell, és a szerződés hosszát az NBC diktálja, ami gyakran hat év is lehet. Ezt a gyakorlatot sokan kritizálták, ugyanis az NBC így effektíve 12 évre is leköthet egy-egy színészt magának. A szerződés szintén szerepeltet opciós lehetőséget arra, hogy az SNL Films három filmjében szerepeljen az adott stábtag. Ezeket a rendelkezéseket utóbb azért találták ki, mert bizonyos SNL-tagok, mint Adam Sandler vagy Mike Myers, híressé váltak a műsorhoz köthetően, de az ezt követő sikereikből a műsor és a csatorna semmit nem profitált. A szerződésekben van egy záradék, amelyek alapján az NBC bármelyik szereplőt kirúghatja azonnali hatállyal.

### Konferansziék
A műsor kezdetétől Don Pardo volt a műsor konferansziéja, kivéve az 1981-82-es évadban, amikor Mel Brandt és Bill Hanrahan helyettesítették. Pardo először 2004-ben, majd 2009-ben jelentette be, hogy nyugdíjba vonul, de a helyén maradt egészen 2014-ben, 96 évesen bekövetkezett haláláig. Egy nagyon rövid időszakot leszámítva 2006-ban, amikor arizonai otthonában vette fel a szövegeket, mindig New Yorkba repült és élőben tette a dolgát. Joe Piscopo és Darrell Hammond gyakran parodizálták őt, ha épp nem szerepelhetett valamelyik adásban - utóbbi vette át a konferanszié szerepét 2014-től.

### Vendégek
A legtöbb műsorban mindig is volt egy meglepetés sztárvendég, aki vagy híressége okán, vagy egy közelgő könyv, film, vagy zenei album megjelenése okán került be az adásba. Általában a vendég adja elő a nyitó monológot, és ezután szerepel is a színészekkel a jelenetekben. A monológ végén hagyományosan a vendég konferálja fel az este zenei fellépőjét. A legelső epizódban George Carlin volt a vendég, Candice Bergen három epizóddal később az első női vendég, aki később az első olyan lett, akit többször is meghívtak. A vendégek elég széles skálán mozognak: olyan színészek, mint Christopher Walken, Buck Henry, vagy John Goodman, zenészek, mint Dolly Parton, vagy politikai aktivisták, mint Ralph Nader, szintén szerepeltek már. Létezik az úgynevezett "Ötösök Klubja", ebbe az az alig kéttucatnyi személy tartozik, akik legalább ötször voltak vendégek. Ebben Alec Baldwin tartja a rekordot, aki tizenhétszer volt már meghívott vendég. Mögötte a második Steve Martin, aki tizenötször volt meghívva . Alkalmanként az is előfordul, hogy a korábbi színészek közül tér vissza valaki. Egyedül Eddie Murphy volt az, aki Nick Nolte-val megosztva bár, de úgy vezette a műsort, hogy a színészgárda tagja volt.
Mindegyik epizódban szerepel egy énekes vagy egy együttes, amely két-három számot ad elő. Ritkán előfordul az is, hogy ő(k) egyben a meghívott vendég(ek) is. Dave Grohl, aki a legtöbbször szerepelt a műsorban így, 1992 óta tizenegyszer. Michaels nem engedi a fellépőknek a playbacket, mert úgy véli, hogy az rombolja a műsor élő jellegét. Kivételt csak akkor tesznek, ha a fellépő olyan koreográfiát is mutat be közben, amely kvázi lehetetlenné teszi, hogy énekeljen is közben. Az egyetlen kivétel az ABBA 1975-ös fellépése volt a playback tiltása alól. 2004-ben aztán Ashlee Simpson bukott le a műsorban, akinek amikor a második számot kezdte volna el énekelni, hirtelen behallatszott az első szám énekbetétje, még azelőtt, hogy a mikrofont egyáltalán felemelte volna. A kínos incidens volt az egyetlen, amikor a fellépő otthagyta a színpadot a műsor közepén.
2021. december 18-án a Paul Rudd által vezetett műsorban először fordult elő a 12. évad óta, hogy nem volt zenei vendégszereplő, ami a műsor történetében is csak a harmadik alkalom volt, mégpedig a koronavírus omikron variánsának New York-i elterjedése miatt. Olyan szigorú szabályokat vezettek be (közönség nélkül vették fel a műsort, korlátozott számú stábtaggal), hogy az eredetileg meghívott Charli XCX fellépését lemondták.

### Az SNL Band
1975 és 1980 között Howard Shore volt a vezetője a Saturday Night Live saját házi zenekarának. Számos híres zenész a tagja volt, köztük Paul Shaffer, Lou Marini, David Sanborn, Michael Brecker, Ray Chew, Alan Rubin, Georg Wadenius, és még sokan mások. 2017-től a zenekar vezetője Lenny Pickett. A zenészek száma változó, általában három szaxofonos van (alto, tenor, bariton), egy harsonás, egy trombitás, és a ritmusszekció, amelyben van két billentyűs (az egyik Hammond orgonista), gitáros, basszusgitáros, dobos, alkalmanként egyéb ütőhangszeres. A zenekar általában az átkötő zenei betéteket játssza, illetve a műsor legvégén a Howard Shore által szerzett "Closing Theme (Waltz in A)" című számot.

## Felvételek
A műsort a kezdetektől a New York-i Comcast Building (30 Rockefeller Plaza) 8H stúdiójában veszik fel. Eredetileg Arturo Toscanini és az NBC Szimfonikus Zenekar használták a stúdiót rádiójátékok felvételéhez. Michaels kezdetben elavultnak, felújításra szorulónak, és a célokra kevéssé alkalmasnak találta azt, pláne egy élő műsorhoz. Ezért azt követelte, hogy előbb újítsák fel azt, és tegyék alkalmassá különösen arra, hogy egy zenekar is jól szóljon benne. 1976-77-ben három adást egy brooklyni stúdióban vettek fel azért, mert a 8H stúdió az elnökválasztás eredményvárójához kellett. Legutoljára 2005 nyarán kapott teljes felújítást, ahonnét ősszel már HD minőségben kezdték meg a sugárzást. Az írók, producerek, valamint a stáb többi tagjának az idorái az épület 17. emeletén találhatóak.
Minden epizód előkészületei egy hétfői találkozóval indulnak, ahol jelen vannak Michaels, a stáb, az írók, a színészek és a meghívott vendég. Ilyenkor jellemzően az ötletelés megy, az írói munkának a keddet szentelik teljes egészében. Ekkor előkészítik a vázlatot, majd szerda délutánig véglegesítik a forgatókönyvet. Ezt követően kerítenek sort az olvasópróbára, ahol észrevételekkel, javaslatokkal lehet élni. Ezután Michaels, a meghívott vendég, a vezető író és néhány producer félrevonulnak, hogy megbeszéljék, mi és mikor kerül adásba. Ha valakinek a megírt sztorija átment a szűrőn, csütörtökig van lehetősége átírni azt. Lehetőség szerint ekkor már próbát tartanak, ahogy pénteken is, illetve szombaton élő közönség előtt, még az adás felvételét megelőzően. Michaels leméri a műsor hosszát, és ha szükséges, még ezután is megkurtíthatja a műsort, ha az nem fér bele 90 percbe. Ennek eredményeképp gyakran fordul elő, hogy kevesebb mint 2 nap áll rendelkezésre 8-12 jelenet elpróbálására. A nyitómonológ élvezi a legkisebb prioritást, azt gyakran csak szombat délután írják meg.
2017 őszétől a Weekend Update szekció vicces híreinek külön írói gárdája van.

## Sugárzás
Minden adás amerikai keleti parti idő szerint szombat este 23:29:30-kor kezdődik (magyar idő szerint vasárnap hajnali fél 6-kor), és 92 perces adáshosszt követően hajnali 1 órakor ér véget (Magyarországon reggel 7-kor). Régebben a nyugatabbra fekvő időzónákban felvételről mutatták be a műsort az ottani idő szerint este fél 12-kor. 2017-től kezdve az egész Egyesült Államokban egy időben vetítik, nyugatabbra kisebb csúszással, hogy a korhatáros tartalom sugárzása semmiképpen se essen a törvényben meghatározott időpont előttre. Alaszkán szintén élőben sugározzák este 19:30-tól, Hawaii-on szintén ekkor, de már időeltolással

## Botrányok
1981-ben készült el "A nyugat alkonya" című film, amiben a Fear együttes is játszott. Ez felkeltette John Belushi figyelmét, aki sikeresen lobbizott (részben saját pénzügyi érdekei miatt) azért, hogy a banda adásba kerüljön a halloween-i műsorban. A műsorszám része lett volna egy rakás megvadult rocker-közönség is, akiket nem akartak eredetileg engedni, csak akkor, amikor Belushi azt mondta, hogy ő is köztük lesz, és így szerepel a műsorban. A Fear frontembere a második szám felkonferálása közben azt találta mondani, hogy "jó újra itt lenni New Jersey-ben", amit a New York-i közönség kifütyült, a negyedik számuk ("Let's Have A War") után pedig egyszerűen lekeverték őket. A közönség mindenfelé széttaposott sütőtök-maradványokat hagyott hátra, de kamerák, egy zongora, és más értékes stúdióberendezések is megrongálódtak a vadulás közben. Húszezer dolláros kárt okoztak, a fellépés után pedig több klub nem is akarta meghívni őket.
1990. május 12-én Andrew Dice Clay volt a meghívott vendég, mire válaszul a színészgárda egyik tagja, Nora Dunn, bejelentette, hogy bojkottálja a műsort. Ennek oka az volt, hogy így szeretett volna demonstrálni Clay hírhedten szexista poénjai ellen. Döntését nem közölte előre senkivel sem, teljesen váratlan volt. A helyzet akkor kezdett eszkalálódni, amikor egy interjú során a holokauszthoz kezdték hasonlítgatni Clay kiválasztását. A színésznőket és a stáb női tagjait is fenyegető levelekkel és telefonos üzenetekkel kezdték el bombázni, a stúdióban pedig fémdetektoros beléptetőrendszert vezettek be. Az NBC részéről felmerült, hogy az adást pár másodperccel elcsúsztatják, hogy megakadályozzák, hogy bármi sértő elhagyja Clay száját élő egyenes adásban - de a műsort nem mondták le. Sinéad O'Connor lett volna a zenei fellépő, de a Nora Dunn iránti szolidaritásából ő is bojkottálta az epizódot. A monológ rendben lement, a szituáción élcelődtek, John Lovitz-zal egy jelenetet adtak elő, melyben ő volt az ördög, és megmutatta, milyen lett volna az este, ha ő meg sem születik. A közönség részéről voltak bekiabálások, de a biztonsági szolgálat minden hangoskodót eltávolított. Dunn szerződése amúgy is lejárt volna az évad végén, és mivel már csak egy epizód volt hátra, már nem hosszabbítottak vele.
Sinéad O'Connor másodszor is szereplője volt egy botránynak, ám ekkor ő maga volt az okozója. 1992. október 3-án énekelte a műsorban Bob Marley "War" című számát, és már a próbákon is figyelmet keltett, amikor felmutatott egy fényképet, amelyen egy balkáni háború áldozatává vált kisgyerek volt látható, majd meghajolt és elhagyta a színpadot. Az élő műsorban aztán a dal "fight racial injustice" (harcolj a faji megkülönböztetés ellen) sorát "fight child abuse" (harcolj a gyerekmolesztálás ellen) sorra cserélte, utalva ezzel az akkor még széles körben eltussolt vatikáni gyerekmolesztálásos botrányokra. Ezután élő egyenes adásban széttépte II. János Pál pápa fényképét és azt mondta, harcoljunk az igazi ellenség ellen. Az előadása végén a közönség nem tapsolt, hanem döbbent csendben ült, Tim Robbins, az adást vezető hívő katolikus vendég pedig a műsor végén nem köszönte meg O'Connor-nak a fellépést. Az énekesnő ellen demonstrációkat szerveztek, a lemezeit és egyéb kiadványait nyilvánosan bezúzták. Többé nem is hívták meg a műsorba, kilenc évvel később viszont a gyerekmolesztálásos ügyek napvilágra kerültek, mindennek ellenére az NBC a mai napig nem hajlandó az ominózus műsort levetíteni (csak DVD-n adták ki, máshol az énekesnő produkcióját a főpróba felvételével helyettesítették)
1996. április 13-án a Rage Against The Machine együttes lépett fel, a műsorvezető pedig a milliárdos és akkori elnökjelölt Steve Forbes volt. A zenekar, Forbes-nak az adózással kapcsolatos hipokrita állításai ellen való tiltakozásul az erősítőikre két, fejjel lefelé lógatott amerikai zászlót helyezett el. Mikor belekezdtek az első számba, stábtagok mentek fel a színpadra, hogy eltávolítsák azokat, majd a szünetben követelték a zenekartól, hogy azonnal hagyják el az épületet. Erre a basszusgitáros Tim Commerfold betört Forbes öltözőjébe és ott széttépte az egyik zászlót.
2016-os elnökválasztási kampánya közepette Donald Trump is a műsor vendége volt. Latino érdekvédelmi szervezetek megpróbálták megakadályozni a szerepeltetését, Trump mexikóiakra tett korábbi kijelentései miatt. Tüntetéseket szerveztek ellene, sőt pénzjutalmat ajánlottak fel annak, aki rasszistának nevezi élő egyenes adásban a közönség soraiból. 2015. november 7-én mutatták be az ominózus adást, az elnökjelöltekre vonatkozó törvény miatt Trump mindössze 12 percet töltött a műsorban. Larry David, aki vendégként Bernie Sanders másik elnökjelöltet játszotta ugyanebben az adásban, rasszistának nevezte Trumpot, de csak az 5000 dolláros felajánlott díj miatt.
2018. szeptember 29-én Kanye West lépett fel a műsorban, aki egy harmadik számba is belekezdett az adás végén. A dal felénél az NBC lekeverte a műsort, mert lejárt a műsoridő, amit West rögtön a liberális média Trump elleni támadásának értékelt (West egy "Make America Great Again" feliratú sapkát viselt, amely Trump jelmondata volt). A közönség kifütyülte őt, a stábtagok pedig levonultak a színpadról.
2021. május 8-án Elon Musk vezette a műsort. Már az adásba kerülés előtt sokan kritizálták a döntést, Musk kiállhatatlan személyiségére és a feladatra való alkalmatlansága miatt, köztük a stáb tagjai, akik az interneten keltek ki ez ellen. A műsor végül rendben lement.

## Fordítás
- Ez a szócikk részben vagy egészben  a   Saturday Night Live című angol Wikipédia-szócikk ezen változatának fordításán alapul.  Az eredeti cikk szerkesztőit annak laptörténete sorolja fel. Ez a jelzés csupán a megfogalmazás eredetét és a szerzői jogokat jelzi, nem szolgál a cikkben szereplő információk forrásmegjelöléseként.